# Miss Internacional 2024
Miss Internacional 2024 fue la 62.ª edición del concurso Miss Internacional. Se llevó a cabo el 12 de noviembre de 2024 en la Sala municipal del Domo de Tokio en Tokio, Japón.
Representantes provenientes de setenta y un países y territorios compitieron por el título en esta edición del concurso. Al final del evento, Miss Internacional 2023, Andrea Rubio de Venezuela, coronó como su sucesora a Huỳnh Thị Thanh Thủy de Vietnam. Elegida por un jurado, la ganadora, de 22 años, se convirtió en la primera representante de su país en obtener el título de Miss Internacional.
El concurso fue presentado por Maxwell Powers, Nahoko Bolden y Andrea Rubio, Miss Internacional 2023. El grupo de j-pop Little Glee Monster y el saxofonista Shinji Takeda estuvieron a cargo del entretenimiento.

## Antecedentes

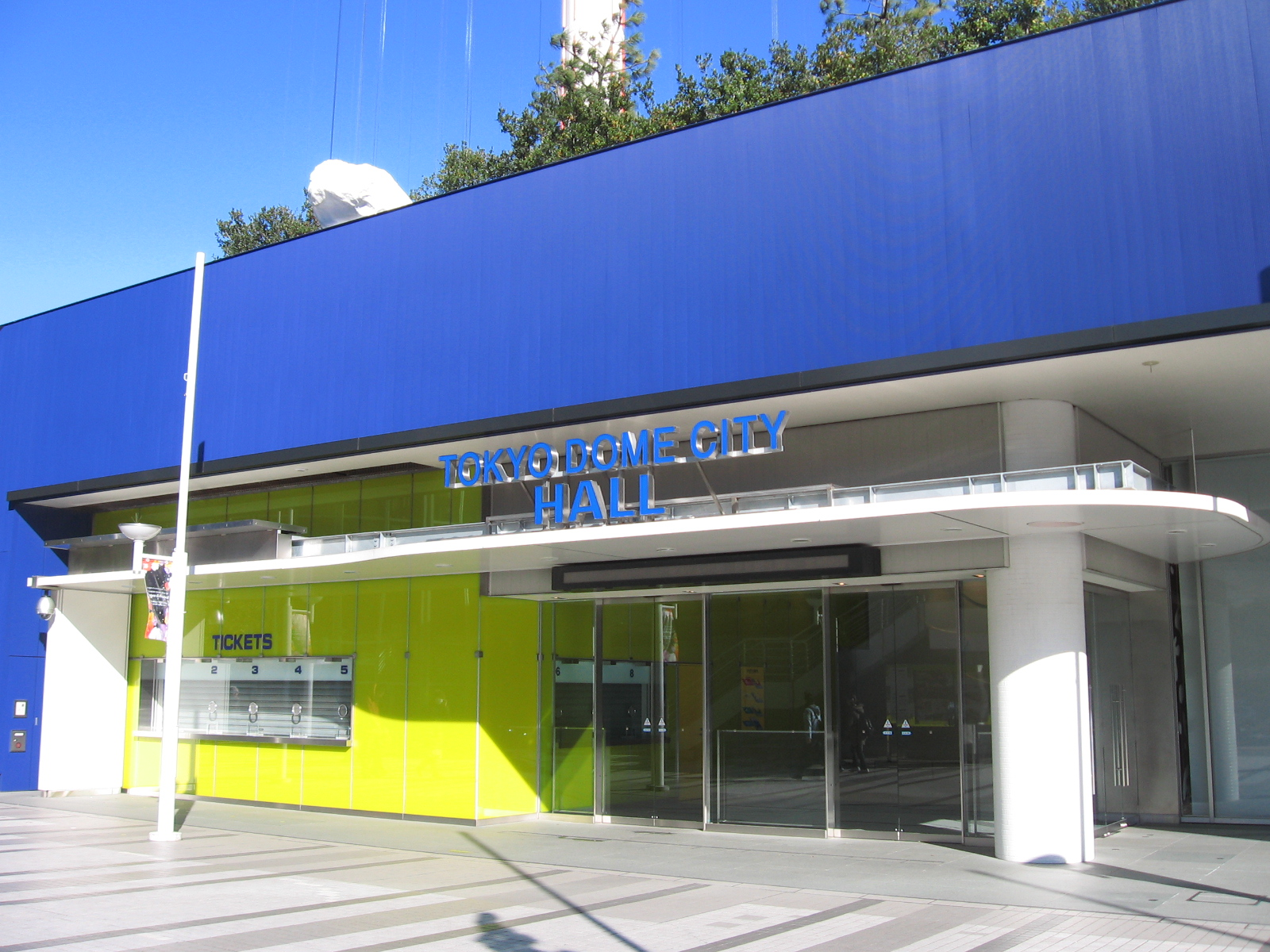
Sala municipal del Domo de Tokio, recinto sede.

### Sede y fecha
El 16 de enero de 2024, Stephen Diaz, director de marketing y licencias del Miss Internacional, anunció a través de redes sociales que esta edición se realizaría en Tokio, Japón, el 12 noviembre.

### Selección de candidatas
Esta edición marcó el debut de Albania, así como el regreso de varios países que habían estado ausentes en ediciones anteriores. Entre ellos: Bulgaria, que había competido por última vez en 1970; Kirguistán en 2013; Luxemburgo en 2015; Irlanda en 2016; Sierra Leona en 2017; Etiopía en 2018; Argentina, China, Liberia, Sudán del Sur y Ucrania en 2019; Cabo Verde, Honduras, Italia y Rumania en 2022. Se retiraron Angola, Dinamarca, Estonia, Grecia, Jamaica, Lesoto, Lituania, Martinica, Mauricio, Noruega, Pakistán, Serbia, Túnez, Uganda y Zimbabue.

## Resultados

### Clasificación final
La ganadora, las finalistas y las semifinalistas son las siguientes candidatas:
| Posición                | Candidata |
| ----------------------- | --- |
| Miss Internacional 2024 | - Vietnam - Huỳnh Thị Thanh Thủy |
| Primera finalista       | - Bolivia - Camila Roca |
| Segunda finalista       | - España - Alba Pérez |
| Tercera finalista       | - Venezuela - Sakra Guerrero |
| Cuarta finalista        | - Indonesia - Sophie Kirana |
| Top 8                   | - Nueva Zelanda - Samantha Poole - Polonia - Ewa Jakubiec - República Checa - Alina Dementjeva |
| Top 20                  | - Australia - Selina McCloskey - Cabo Verde - Akysanna da Veiga - Cuba - Shelbi Brynes García - Honduras - April Tobie - Irlanda - Hannah-Kathleen Hawkshaw - Japón - Mei Ueda - Mongolia - Suvd-erdene Bayaraa - Nigeria - Perpetual Ukadike - República Dominicana - Miyuki Cruz - Sudáfrica - Belinde Bella Schreuder - Sudán del Sur - Amylia Deng - Taiwán - Oceana Ling-Kurie |

### Reinas continentales
Las reinas continentales son las siguientes candidatas:
| Región                           | Candidata                          |
| -------------------------------- | ---------------------------------- |
| Miss Internacional África        | Cabo Verde - Akysanna da Veiga     |
| Miss Internacional América       | Cuba - Shelbi Brynes Garcia        |
| Miss Internacional Asia Pacífico | Japón - Mei Ueda                   |
| Miss Internacional Europa        | Irlanda - Hannah-Kathleen Hawkshaw |

### Premios especiales
Los premios de Mejor en traje de gala, Mejor traje nacional, Miss Fitness y Miss Fotogénica fueron otorgados a las siguientes candidatas:
| Premio                 | Candidata                      |
| ---------------------- | ------------------------------ |
| Mejor en traje de gala | Perú - Sofía Cajo              |
| Mejor traje nacional   | Nueva Zelanda - Samantha Poole |
| Miss Fitness           | Honduras - April Tobie         |
| Miss Fotogénica        | México - Valeria Villanueva    |

## El concurso

### Formato
Varios cambios fueron implementados en el formato de la competencia. El número de cuartofinalistas aumentó de quince a veinte. Diecisiete cuartofinalistas fueron elegidas a través de competencias preliminares y entrevistas personales, mientras que tres fueron seleccionadas mediante votación en internet. Las veinte cuartofinalistas participaron en la ronda de trajes de baño, y posteriormente se eligieron a las ocho semifinalistas que compitieron en la ronda de trajes de noche y la ronda de preguntas y respuestas.

## Candidatas
71 candidatas compitieron por el título:
| País/Territorio      | Candidata                | Edad | Ciudad natal/Residencia |
| -------------------- | ------------------------ | ---- | ----------------------- |
| Albania              | Desara Hatija            | 22   | Tirana                  |
| Argentina            | María Agostina Galfré    | 19   | James Craik             |
| Australia            | Selina McCloskey         | 23   | Nueva Gales del Sur     |
| Bangladés            | Efa Tabassum             | 28   | Rangpur                 |
| Bélgica              | Luka Deproost            | 24   | Kasterlee               |
| Birmania             | Khaing Zar Thant         | 21   | Rangún                  |
| Bolivia              | Camila Rivera Roca       | 26   | Santa Cruz de la Sierra |
| Brasil               | Emilly Soares            | 18   | Alagoas                 |
| Bulgaria             | Kristiyana Yordanova     | 27   | Provadia                |
| Cabo Verde           | Akysanna Veiga           | 25   | Santa Catarina          |
| Camboya              | Chanreaksmey Loy         | 23   | Nom Pen                 |
| Canadá               | Jessica Bailey           | 27   | Langley                 |
| Chile                | Kelsey Kohler            | 25   | Viña del Mar            |
| China                | Shi Xiaoxuan             | 24   | Pekín                   |
| Colombia             | Juanita Urrea            | 23   | Armenia                 |
| Corea del Sur        | Chung Gyu-ri             | 26   | Gangwon                 |
| Costa de Marfil      | Nadine Maulani Konan     | 23   | La Mé                   |
| Costa Rica           | Jussan Sandoval          | 26   | Alajuela                |
| Cuba                 | Shelbi Byrnes García     | 27   | La Habana               |
| Ecuador              | Paulethe Cajas           | 21   | Quito                   |
| El Salvador          | Luciana Martínez         | 25   | San Salvador            |
| España               | Alba Pérez               | 22   | Cádiz                   |
| Estados Unidos       | Alysa Cook               | 23   | Florida                 |
| Etiopía              | Hermela Nigussie         | 23   | Addis Ababa             |
| Filipinas            | Angelica Lopez           | 22   | Provincia de Palawan    |
| Finlandia            | Tiia Aalto               | 24   | Helsinki                |
| Francia              | Camilleri Platroz        | 24   | Marseille               |
| Ghana                | Celestina Obeng          | 28   | Tepa                    |
| Grecia               | Katerina Pasalari        | 26   | Kissamos                |
| Guatemala            | Helen Morales            | 26   | Puerto Barrios          |
| Hawái                | Melody Higa              | 27   | Aiea                    |
| Honduras             | April Tobie              | 25   | Roatán                  |
| India                | Rashmi Shinde            | 26   | Mubmabi                 |
| Indonesia            | Sophie Kirana            | 24   | Regencia de Sleman      |
| Irlanda              | Hannah-kathleen Hawkshaw | 22   | Dublín                  |
| Italia               | Eva Shostak              | 27   | Montefiascone           |
| Japón                | Mei Ueda                 | 25   | Kumamoto                |
| Kirguistán           | Aiperi Nurbekova         | 26   | Bishkek                 |
| Laos                 | Shasikone Shasit         | 18   | Champasack              |
| Liberia              | Kindness Wilson          | 26   | Monrovia                |
| Luxemburgo           | Chiara Vanderveeren      | 28   | Leuven                  |
| Macao                | Shirley Zhou             | 21   | Macao                   |
| Malasia              | Ashlyn Ooi               | 26   | Penang                  |
| México               | Valeria Villanueva       | 26   | Manzanillo              |
| Moldavia             | Arina Mardari            | 21   | Strășeni                |
| Mongolia             | Bayaraa Suvd-erdene      | 21   | Ulán Bator              |
| Nepal                | Karuna Rawat             | 25   | Provincia de Gandaki    |
| Nicaragua            | Mariela Cerros           | 25   | Ocotal                  |
| Nigeria              | Perpetual Ukadike        | 27   | Onitsha                 |
| Nueva Zelanda        | Samantha Poole           | 21   | Auckland                |
| Países Bajos         | Christina Lazaros        | 28   | Ámsterdam               |
| Panamá               | Liliam Ashby Barrera     | 24   | Ciudad de Panamá        |
| Paraguay             | Jimena Sosa              | 23   | Hohenau                 |
| Perú                 | Sofía Cajo               | 23   | Ica                     |
| Polonia              | Ewa Jakubiec             | 27   | Wrocław                 |
| Portugal             | Maria Rosado             | 23   | Ourém                   |
| Puerto Rico          | Zahira Pérez             | 24   | Yabucoa                 |
| Reino Unido          | Tiny Simbani             | 23   | Derby                   |
| República Checa      | Alina Demenťjeva         | 23   | Vídeň                   |
| República Dominicana | Miyuki Cruz              | 24   | Osaka                   |
| Rumania              | Miriam Tigau             | 23   | Bucharest               |
| Sierra Leona         | Yalissa Kargbo           | 25   | Freetown                |
| Singapur             | Vanessa Tiara Tay        | 27   | Ciudad de Singapur      |
| Sri Lanka            | Maya Dmitri              | 20   | Colombo                 |
| Sudáfrica            | Belindé Schreuder        | 28   | Limpopo                 |
| Sudán del Sur        | Amylia Deng              | 25   | Yuba                    |
| Tailandia            | Apisara Thadadolthip     | 27   | Chiang Mai              |
| Taiwán               | Oceana Lin-Kurie         | 22   | Taipéi                  |
| Ucrania              | Sofia Zghoba             | 19   | Lviv                    |
| Venezuela            | Sakra Guerrero           | 24   | San Juan de los Morros  |
| Vietnam              | Huỳnh Thị Thanh Thủy     | 21   | Đà Nẵng                 |